# Мотт (Північна Дакота)
Мотт (англ. Mott) — місто (англ. city) в США, в окрузі Геттінгер штату Північна Дакота. Населення — 653 особи (2020).

## Географія
Мотт розташований за координатами 46°22′27″ пн. ш. 102°19′11″ зх. д. / 46.37417° пн. ш. 102.31972° зх. д. (46.374122, -102.319690).  За даними Бюро перепису населення США в 2010 році місто мало площу 2,32 км², уся площа — суходіл.

### Клімат
| Клімат : Мотт                | Клімат : Мотт | Клімат : Мотт | Клімат : Мотт | Клімат : Мотт | Клімат : Мотт | Клімат : Мотт | Клімат : Мотт | Клімат : Мотт | Клімат : Мотт | Клімат : Мотт | Клімат : Мотт | Клімат : Мотт | Клімат : Мотт |
| Показник                     | Січ.          | Лют.          | Бер.          | Квіт.         | Трав.         | Черв.         | Лип.          | Серп.         | Вер.          | Жовт.         | Лист.         | Груд.         | Рік           |
| Абсолютний максимум, °C      | 19,4          | 21,7          | 26,7          | 35,0          | 35,6          | 41,1          | 43,3          | 42,2          | 40,6          | 35,0          | 28,9          | 19,4          | 43,3          |
| Середній максимум, °C        | −2,8          | 0,0           | 5,6           | 13,9          | 19,4          | 25,0          | 29,4          | 29,4          | 22,8          | 15,0          | 5,6           | −1,7          | 13,5          |
| Середній мінімум, °C         | −15,6         | −13,3         | −7,8          | −2,2          | 4,4           | 10,0          | 12,8          | 11,7          | 5,0           | −1,7          | −7,8          | −14,4         | −1,5          |
| Абсолютний мінімум, °C       | −41,1         | −42,2         | −36,1         | −25           | −15,6         | −1,7          | 2,2           | −0,6          | −11,1         | −22,2         | −31,7         | −39,4         | −42,2         |
| Норма опадів, мм             | 11            | 20            | 23            | 43            | 64            | 72            | 56            | 39            | 34            | 33            | 15            | 13            | 423           |
| ---------------------------- | ------------- | ------------- | ------------- | ------------- | ------------- | ------------- | ------------- | ------------- | ------------- | ------------- | ------------- | ------------- | ------------- |
| Джерело: The Weather Channel |               |               |               |               |               |               |               |               |               |               |               |               |               |

## Демографія
Згідно з переписом 2010 року, у місті мешкала 721 особа в 315 домогосподарствах у складі 191 родини. Густота населення становила 311 осіб/км².  Було 415 помешкань (179/км²).
Расовий склад населення:
| - 97,9 % — білих - 0,4 % — корінних американців |

До двох чи більше рас належало 1,7 %. Частка іспаномовних становила 0,0 % від усіх жителів.
За віковим діапазоном населення розподілялося таким чином: 20,4 % — особи молодші 18 років, 45,6 % — особи у віці 18—64 років, 34,0 % — особи у віці 65 років та старші. Медіана віку мешканця становила 52,9 року. На 100 осіб жіночої статі у місті припадало 89,2 чоловіків;  на 100 жінок у віці від 18 років та старших — 88,8 чоловіків також старших 18 років.
Середній дохід на одне домашнє господарство  становив 66 699 доларів США (медіана — 46 579), а середній дохід на одну сім'ю — 84 142 долари (медіана — 52 292). За межею бідності перебувало 17,3 % осіб, у тому числі 29,3 % дітей у віці до 18 років та 13,0 % осіб у віці 65 років та старших.
Цивільне працевлаштоване населення становило 342 особи. Основні галузі зайнятості: освіта, охорона здоров'я та соціальна допомога — 24,3 %, сільське господарство, лісництво, риболовля — 15,8 %, роздрібна торгівля — 11,7 %.